# Бекман, Гуннель
Гуннель Мерта Лиса Бекман, урождённая Торульф (швед. Gunnel Märta Lisa Beckman; 16 апреля 1910, Норрчёпинг — 3 декабря 2003) — шведская писательница, автор книг для детей и юношества.

## Биография и творчество
Гуннель Торульф родилась в 1910 году в Норрчёпинге. Детство её прошло в Фальчёпинге. Родителями Гуннель были Юхан Торульф, окружной судья, и его жена Вилли Пауль. Окончив школу в 1929 году, Гуннель поступила в Лундский университет и в 1932 году получила степень бакалавра. Некоторое время она сотрудничала с газетой Morgontidningen, издававшейся в Гётеборге с 1932 по 1940 год. В 1933 году она вышла замуж за Биргера Бекмана, литературного и художественного критика, и в 1943 году супруги переехали в Сольну. У них родилось пятеро детей.
В 1940-х годах Гуннель и Биргер Бекман совместно написали две детективные истории, которые были опубликованы под псевдонимом Луи Банк (Louis Banck). После этого Гуннель начала писать самостоятельно. Первый её детективный роман был отклонён издательством, однако она получила совет переработать книгу в произведение для детей. Дебют Гуннель Бекман в качестве детской писательницы состоялся в 1960 году, когда вышла её книга «Medan katten är borta» о повседневной жизни пятерых детей. В 1960-х — 1970-х годах она написала несколько книг для подростков. Самым известным её произведением стал роман «Tillträde till festen» (1969) о девятнадцатилетней девушке Аннике, которая узнаёт, что у неё лейкемия и жить ей осталось недолго. Роман написан в форме длинного письма одной из подруг Анники. При его публикации был использован оригинальный типографический приём: шрифт создавал впечатление текста, напечатанного на пишущей машинке, с опечатками, вычеркнутыми фрагментами и т. д., что отражало душевное смятение персонажа. Тема смерти в детской и молодёжной литературе того времени была табуирована, и в этом отношении роман Бекман стал новаторским. Он получил широкое международное признание и был переведён на несколько языков.
В 1970-х годах Бекман написала два романа о восемнадцатилетней студентке по имени Миа, в которых нарушила другие табу: темы беременности, аборта и развода. Оба романа также пользовались широкой популярностью. В 1976 году она коснулась ещё одной сложной темы — насилия в отношениях между мужчиной и женщиной — в романе «Ett slag i ansiktet». За своё творчество писательница получила ряд премий и наград, в том числе Премию Нильса Хольгерссона в 1975 году. Её произведения переводились на английский, немецкий, французский, голландский, норвежский, финский исландский и датский языки.
Гуннель Бекман умерла в 2003 году в Сольне.